# Terezija Valenčič
Terezija Valenčič, slovenska političarka, * ?.
Med 26. januarjem 1993 in 31. julijem 1999 je bila državna sekretarka Republike Slovenije na Ministrstvu za šolstvo, znanost in šport Republike Slovenije.